# 蓝锥单色视
蓝锥单色视（BCM）是一种遗传性眼病，由于视网膜中缺乏功能性的L和M视锥细胞感光细胞，会导致严重的色盲、视力差、眼球震颤和畏光。 BCM 是一种隐性 X 连锁疾病，几乎只影响男性。

## 原因
视锥细胞是视网膜中的一种感光细胞，负责明视觉系统并介导色觉。视锥细胞根据其光谱灵敏度进行分类：
- L（长波敏感）视锥细胞对红光最敏感。
- M（中波敏感）视锥细胞对绿光最敏感。
- S（短波敏感）视锥细胞对蓝光最敏感。

M 和 L 视锥细胞对视敏度影响最大，因为它们集中在视网膜的中央凹区域，该区域构成了视野的正中心。蓝视锥细胞单色性是一种严重的病症，其中对红光或绿光敏感的视锥细胞缺失或有缺陷，并且只有对蓝光敏感的S 视锥细胞 （页面存档备份，存于）和负责夜间（暗视）视觉的视杆细胞具有功能。  

## 症状
蓝锥单色视有多种症状：  
- 低视力——视力范围在 20/60 和 20/200 之间
- 辨别颜色的能力差或无能力
- 昼盲症（以及相关的畏光症）——对强光敏感
- 眼球震颤——一种不自主的眼球运动。

BCM的症状通常是固定的，但一些研究显示出病情有所进展的证据。 

### 颜色辨别力差
蓝锥单色视者的色觉严重受损。然而，暮光视觉中S视锥细胞和视杆细胞的相互作用可能会产生一定程度的二色视。 

## 遗传学

### 遗传
由于蓝锥单色视与全色盲有许多相似的症状，所以在历史上，蓝锥单色视被视为全色盲的一个子集，被称为X连锁全色盲或非典型不完全全色盲。这两个名称都是根据蓝锥单色视的遗传模式与其他形式的全色盲的差异来区分的。其他形式的全色盲遵循常染色体遗传，而蓝锥单色视则是X连锁的。一旦理解了蓝锥单色视的分子生物学基础，更具描述性的术语蓝锥单色视在文献中就变得主导起来。

## 治疗
由低视力专家提供的矫正视力辅助和个性化视力疗法可以帮助患者纠正眩光并优化他们剩余的视力清晰度。对于光敏性问题，有色镜片可以提供更好的视觉舒适度。洋红色（红色和蓝色的混合色）的镜片可以提供最佳的视觉清晰度，因为它可以防止视杆过度饱和，同时让蓝色视锥达到最大刺激。

### 基因治疗
蓝锥单色视无法治愈。然而，目前正在评估前瞻性治疗的有效性和安全性，即基因疗法。基因治疗是遗传性疾病的一般治疗方法。它使用病毒载体将典型基因携带到不能表达功能基因（例如光蛋白酶）的细胞（例如视锥细胞）中。通过将缺失的视蛋白基因或整个基因复合体的功能性副本添加到视锥细胞中，色觉也许能够恢复。 2015年，宾夕法尼亚大学的一个团队评估了蓝锥单色视基因治疗可能的结果措施自2011年以来，多项研究在小鼠和大鼠模型上进行了蓝锥单色视基因治疗， 但尚未进行临床试验（针对人类），根据ClinicalTrials.gov ，截至 2022 年 10 月，尚未公开计划进行任何试验。

## 流行病学
蓝锥单色视影响大约每100,000个个体中的1个。 由于其隐性X连锁的特性，这种疾病对男性的影响远大于女性，而女性通常仅为蓝锥单色视特性的无症状携带者。 